# 骨軟骨病
骨軟骨病或骨軟骨病變（英語：Osteochondropathy）是指骨和軟骨的疾病。
常見分成以下兩類疾病：
- 軟骨病變（英语：Chondropathy）
- 骨病（英语：Bone disease），但由於「英語：（骨病）」有整骨療法的意思，可能會造成混淆。